# Cantó de Doulaincourt-Saucourt
El cantó de Doulaincourt-Saucourt és un cantó francès del departament de l'Alt Marne, situat al districte de Saint-Dizier. Té 11 municipis i el cap és Doulaincourt-Saucourt.

## Municipis
- Cerisières
- Domremy-Landéville
- Donjeux
- Doulaincourt-Saucourt
- Gudmont-Villiers
- Mussey-sur-Marne
- Pautaines-Augeville
- Roches-Bettaincourt
- Rouécourt
- Rouvroy-sur-Marne
- Saint-Urbain-Maconcourt
- Vaux-sur-Saint-Urbain

## Història
| Data d'elecció                           | Identitat      | Partit                         | Qualitat |
| ---------------------------------------- | -------------- | ------------------------------ | -------- |
| 1945-1958                                | M. Jacquemain  | Divers droite                  |          |
| 1958-1982                                | M. Bugnot      | radical, després Divers droite |          |
| 1982-1988                                | Guy Oudin      | Divers droite                  |          |
| 1988-                                    | Thierry Delong | RPR, després UMP               |          |
| les dades anteriors no són pas conegudes |                |                                |          |
|                                          |                |                                |          |

## Demografia
| A partir de 1990: Població sense dobles comptes |